# Innsbrucker Ring (métro de Munich)
Innsbrucker Ring (en allemand : U-Bahnhof Innsbrucker Ring) est une station des lignes U2, U5, U7 et U8 du métro de Munich. Elle est située dans le quartier de Ramersdorf, à l'intersection de l'Innsbrucker Ring, une partie de la Bundesstraße 2 R, avec la Bad Schachener Straße à la frontière avec le quartier de Berg am Laim, dans le secteur de Ramersdorf-Perlach à Munich en Allemagne.

## Situation sur le réseau

Plan du métro (2020).

## Histoire
La station Innsbrucker Ring est mise en service le 18 octobre 1980. À ce moment-là, la ligne U8 (maintenant ligne U2) en direction de Neuperlach Süd et la ligne U1, qui tourne dans le système de virage initialement existant à l'est des voies médianes de la gare à quatre voies, y circulent, avant de passer de Kolumbusplatz à Mangfallplatz à partir de 1997. Le 27 octobre 1988, la ligne 5 atteint pour la première fois Innsbrucker Ring sur les voies extérieures. Jusqu'à l'ouverture de la branche de la ligne U2 vers Messestadt en 1999, la ligne  2 fonctionnait avec la ligne U5 vers Neuperlach Süd. De plus, depuis le 12 décembre 2011, la station de métro est desservie par la ligne de renforcement U7, qui ne circule qu'aux heures de pointe et passe de la ligne principale 2 à la ligne principale 3 à Innsbrucker Ring.

## Services aux voyageurs

### Intermodalité
La station n'a pas de correspondance avec une ligne de bus.